# IC 4788
IC 4788 ist eine Spiralgalaxie vom Hubble-Typ Sc im Sternbild Pfau am Südsternhimmel. Sie ist schätzungsweise 176 Millionen Lichtjahre von der Milchstraße entfernt und hat einen Durchmesser von etwa 85.000 Lichtjahren.

In der gleichen Himmelsregion befindet sich auch die Galaxie NGC 6706 und IC 4781.
Das Objekt wurde am 20. Juli 1901 von DeLisle Stewart entdeckt.